# Kallikrein
Kallikrein ist ein körpereigener Wirkstoff, der als Gewebskallikrein und Plasmakallikrein verschiedene physiologische Funktionen hat, dabei insbesondere für die Bildung von Kininen zuständig ist (Kallikrein-Kinin-System). Als Serinprotease, ein Enzym, das die Aminosäure Serin in seinem aktiven Zentrum enthält und Proteine zu spalten vermag, überführt Kallikrein inaktive Vorläufer von Gewebshormonen, die Kininogene, in deren aktive Form, die Kinine.
Kallikrein kommt in den Speicheldrüsen, in der Bauchspeicheldrüse und in den Nieren als glanduläres Kallikrein vor. Im Blutplasma ist die inaktive Vorstufe Präkallikrein vorhanden, die ihrerseits durch den aktivierten Blutgerinnungsfaktor XII (Hageman-Faktor) proteolytisch gespalten und in aktives Kallikrein überführt wird. Als endogener Aktivator des Plasminogens ist es an der Fibrinolyse beteiligt. Das System aus Kallikrein und Kininen arbeitet in ähnlicher Weise wie das Renin-Angiotensin-Aldosteron-System und spielt eine Rolle bei der Blutdruckregulation, der Elektrolyt- und Wasserhomöostase und bei entzündlichen Prozessen. Insgesamt sind 15 Subtypen bekannt. Einige Subtypen sind als Tumormarker diagnostisch interessant.
Entdeckt wurde Kallikrein (Padutin) 1926 von dem Münchener Chirurgen Emil Karl Frey, der bereits 1929 auch einen günstigen Einfluss von Padutin auf die Regenerationsvorgänge (Kallusbildung) am Knochen beschrieb. Nach der erfolgreichen Bindung des Wirkstoffs an ein hochmolekulares Kolloid durch F. Schultz, dem es auch gelang, die Kombination in eine haltbare Trockenform zu überführen, konnte auch ein Depot-Präparat entwickelt werden, das therapeutisch günstig auf vegetative Funktionen (etwa durch Dämpfung des Sympathikotonus) und Regenerationsvorgänge am Knochen, auf die Endangiitis obliterans und die Arteriosklerose, auf Ernährungsschäden der Haut und der tieferen Gewebsschichten, auf bakterielle Infektionen sowie auf Krankheiten des Zentralnervensystems einwirken sollte.